# Харт, Фредерик
Фредерик Эллиотт Харт (англ. Frederick Hart; 7 июня 1943, Атланта, Джорджия — 13 августа 1999, Балтимор, Мэриленд) — американский скульптор, известный общественными памятниками и произведениями искусства из таких материалах как бронза,
мрамор, и акрил. Техника, которую он изобрел, получила название «скульптура света».

## Биография
Фредерик Харт получил признание, как автор работ, которые являются одновременно традиционными по форме изображения человеческой фигуры и радикальными в своей чувственности,
и новизне материалов.
Он следовал средневековой традиции, обучаясь в мастерской резчика по камню, но при этом изобрел и запатентовал акриловый метод создания скульптуры, которую он называл «скульптурой из света» за уникальные характеристики, которыми обладают его полупрозрачные работы.
Майкл Новак, автор книги «Фредерик Харт: Изменённые представления», писал в 2004 году, что "работы Фридерика Харта измененили мир искусства ",, это подтверждало твердое убеждение художника, что новый век повлечет изменение представления о стилях, форме и направлениях в искусстве.
Фридерик Харт умер в 1999 году, через два дня после того, как врачи диагностировали у него рак легких.

## Интересные факты
- После выхода фильма «Адвокат Дьявола» Фредерик Харт предъявил иск компании «Warner Brothers» на основании того, что большое скульптурное панно на стене пентхауса Джона Милтона является точной копией его работы «Ex Nihilo», находящейся у входа в Вашингтонский кафедральный собор Епископальной церкви США. В феврале 1998 года, в рамках судебного урегулирования конфликта, компания обязалась выплатить скульптору авторский гонорар за уже выпущенные 475 000 копий картины, а в остальных копиях эта скульптура должна быть удалена из фильма (несмотря на то, что это ожившее в финале панно, видимое за весь фильм в течение почти 20 минут, очень гармонично вписывается в структуру картины).

## Известные работы
- Барельефы в Вашингтонском кафедральном соборе тимпан собора
- «Три солдата» — скульптура, расположенная в Мемориале ветеранов Вьетнама в Вашингтоне (округ Колумбия), была возведена в 1984 году.
- «Президент Джимми Картер» — скульптура, расположенная в здании Капитолия штата Джорджия в Атланте.
- «Сенатор Ричард Б. Рассел» — скульптура расположенная в ротонде Рассела Сената в Вашингтоне, возведена в 1996 году.
- «Крест тысячелетия» — акриловая скульптура, которую открыл папа римский Иоанн Павел II в 1997 году в честь 50 лет священства.
- «Мемориал Фоквьер Каунти, ветеранов Бури в пустыне», 1991.
- «Сенатор Стром Термонд» — бронзовый бюст установлен в зале Строма Термонда в здания Капитолия.
- «Дж. Данфорт Квейль» — мраморный бюст, созданный для Сената.
- «Песни Грэйс» — акриловая скульптура, установленная в 2005 году в постоянной коллекции Государственного Эрмитажа в Санкт-Петербурге.

## Признание
- Харту был выдан патент на изобретение уникального процесса «вложения» одной акриловой скульптуры в другую
- В 1985 году президент Рональд Рейган назначил Харта на пять лет в «Комиссию изобразительных искусств», которая консультирует правительство США по вопросам искусства, и направляет архитектурное развитие столицы.
- В 1987 году Харт получил Премию Генри Геринга, от Национального скульптурного общества за скульптуры Кафедрального собора в Вашингтоне.
- В 1988 году он был удостоен премии за работу в Мемориале жертв Вьетнама.
- В 1993 году Харт получил почетную степень доктора Изобразительных искусств в Университете Южной Каролины за его «Способность создавать произведения искусства, для поднятия человеческого духа и его приверженности идеалам искусства, которое должно возобновить свои моральные качества и вновь посвятить себя жизнеподобию, а также за своё мастерство в создании произведений, которые привлекают внимания, поскольку охватывают проблемы человечества, и за его вклад в культурное наследие народа Америки»
- В 1998 году он получает первую ежегодную премию фонда Ньюингтон-Кропси за выдающиеся достижения в области искусства.
- В 2004 году Харт был посмертно награждён Национальной медалью США в области искусств, Правительства Соединенных Штатов.
- В 2005 году скульптура «Песни Грэйс» была установлена в постоянной экспозиции Государственного Эрмитажа в Санкт-Петербурге. Работа была получена директором музея Михаилом Пиотровским в подарок музею от «американских людей».